# Hoszni Abd-Rabú
Hoszni Abd Rabú (Iszmáilija, 1984. december 1. –) egyiptomi labdarúgó. Csapata az Iszmaili, posztja középpályás.
Hazája válogatottjával megnyerte a 2008-as Afrikai Nemzetek Kupáját. Őt választották meg a torna legjobb játékosának.

## Karrier

### Iszmaili
Hoszni profi karrierje első klubja szülővárosa csapata, az Iszmaili volt, s az egyiptomi első osztály legfiatalabb játékosának számított, mikor a 2001–2002-es szezonban csapatával bajnok lett. 2003-ban tagja volt az egyiptomi U20-as válogatottnak, amely az Egyesült Arab Emírségekban rendezett U20-as labdarúgó-világbajnokságon szerepelt. Jól futballozott, fel is figyeltek rá olyan nagy csapatok, mint az Arsenal vagy a Juventus. Klubja, az Iszmaili azonban nem volt hajlandó elengedni őt. 2003-ban az Afrikai Bajnokok Ligájában csapatával kikapott a döntőben a nigériai Enyimbától, viszont őt választották a torna legjobb játékosának. 2004-ben mutatkozott be az Egyiptomi labdarúgó-válogatottban, s a 2004-es Afrikai Nemzetek Kupáján is már ott volt Tunéziában a legfiatalabb résztvevőként.

### Strasbourg
2005 nyarán Hoszni öt évre szóló szerződést kötött a Strasbourggal, melyből azonban csak kettőt töltött ki. Közben a 2006-os Afrikai Nemzetek Kupájára is meghívták, de egy héttel a torna előtt megsérült és nem tudott játszani.

### Újra az Iszmailiban
Miután a Strasbourg kiesett az első osztályból, Hoszni a 2006–2007-es szezont kölcsönben újra az Iszmailiban töltötte. A 2007–2008-as idényben pedig már "teljes jogú" Iszmaili-játékos volt. Parádésan játszott a 2008-as Afrikai Nemzetek Kupáján, őt választották meg a torna legjobbjának. Az Egyiptomi labdarúgó-válogatott pedig megszerezte az aranyérmet.

### Al-Ahli Dubai
Noha Hosznit olyan klubok csábították, mint a Newcastle United, a Bolton Wanderers vagy a PSG, 2008. július 29-én bejelentették, hogy két évre kölcsönbe az Egyesült Arab Emírségekba, az Al-Ahli Dubai csapatához szerződik.